# 近鉄グループホールディングス
近鉄グループホールディングス株式会社（きんてつグループホールディングス、英: Kintetsu Group Holdings Co.,Ltd.）は、大手私鉄の近畿日本鉄道（近鉄）、近鉄百貨店、近鉄エクスプレス、KNT-CTホールディングス（近畿日本ツーリスト・クラブツーリズム）などを中核とする近鉄グループの持株会社である。JPX日経インデックス400の構成銘柄の一つ。

## 概要
2015年4月1日付けで（旧）近畿日本鉄道を近鉄グループホールディングスに社名変更した上で、鉄軌道事業を（新）近畿日本鉄道（2014年4月20日に近畿日本鉄道分割準備として設立、2015年4月1日付けで社名変更）に、不動産事業を近鉄不動産に、ホテル・旅館事業を近鉄ホテルシステムズ（同日付で近鉄・都ホテルズに社名変更）、流通事業を近鉄リテーリングにそれぞれ吸収分割し、純粋持株会社に移行した。
2023年（令和5年）3月期の連結決算は、2022年（令和4年）の近鉄エクスプレスの連結子会社化により売上高（1兆5,610億円）及び純利益（887億円）で、西日本旅客鉄道（JR西日本）を抜き、関西大手鉄道5社（当社、JR西日本、阪急阪神ホールディングス、京阪ホールディングス、南海電気鉄道）で首位になった。2024年の連結決算は、売上高がJR西日本に次いで2位、純利益がJR西日本、阪急阪神HDに次いで3位だった。

## 沿革
- 2015年（平成27年）4月1日 - 近畿日本鉄道株式会社が純粋持株会社制に移行し[5]、近鉄グループホールディングス株式会社に商号変更[7]。
- 2016年（平成28年）4月1日 - 台北支社を設置[8]。
- 2017年（平成29年）10月1日 - 単元株数を100株に変更し、株式を10株につき1株の割合で併合[9]。
- 2018年（平成30年）12月10日 - 名古屋証券取引所第一部上場廃止[10][11]。
- 2021年（令和3年）6月18日 - 名古屋支社（持株会社化前の1960年設置。愛知県名古屋市中村区名駅4丁目5番28号（桜通豊田ビル7階））を廃止[12]。
- 2022年（令和4年） - グループ会社（持分法適用関連会社）の近鉄エクスプレスに対する株式公開買い付け (TOB）の実施を5月13日に発表[13]、7月6日にTOB成立、8月30日に株式売渡請求により完全子会社化した。
- 2023年（令和5年）7月3日 - 伊勢志摩支社を設置。また、レジャー事業を統括し、伊勢志摩レジャーを強化する中間持株会社 近鉄レジャークリエイトも設置。
- 2024年（令和6年）6月10日 - オリオンビールとの間で資本業務提携を締結。野村キャピタル・パートナーズとカーライル・グループが保有しているオリオンビールの株式10%分を取得した[14]。

## 事業所
- 本社：大阪府大阪市天王寺区上本町6丁目1番55号
- 東京支社：東京都千代田区丸の内2丁目5番2号（三菱ビルヂング7階773区）
- 伊勢志摩支社：三重県伊勢市岩渕2丁目1（宇治山田駅構内）
- 台北支社：台北市中山区松江路126号8階

## 歴代社長
近鉄グループ（HD）の歴代社長　　※大阪電気軌道設立から数える
- 初代：廣岡惠三 (1910年9月～1912年12月)※大同生命保険社長など歴任
- ２代：岩下清周 (1913年1月～1914年11月)※近鉄の前身・大阪電気軌道創業に尽力
- ３代：大槻龍治 (1915年8月～1927年3月)※大阪税関長などを務めた官僚
- ４代：金森又一郎 (1927年3月～1937年2月)
- ５代：種田虎雄 (1937年2月～1947年4月)※大軌・参急が合併、近畿日本鉄道設立
- ６代：村上義一 (1947年4月～1951年12月)※参議院議員、運輸大臣
- ７代：佐伯勇 (1951年12月～1973年5月)※近鉄中興の祖
- ８代：今里英三 (1973年5月～1977年6月)※近鉄大阪線の全線複線化が実現
- ９代：富和宗一 (1977年6月～1981年6月)
- 10代：上山善紀 (1981年6月～1987年6月)
- 11代：金森茂一郎 (1987年6月～1994年6月)※4代 金森又一郎の孫
- 12代：田代和 (1994年6月～1999年6月)
- 13代：辻井昭雄 (1999年6月～2003年6月)※近鉄グループの再編に着手
- 14代：山口昌紀 (2003年6月～2007年6月)
- 15代：小林哲也 (2007年6月～2015年3月)
- 16代：吉田昌功 (2015年4月～2020年6月)※近鉄グループHD設立、初代社長
- 17代：小倉敏秀 (2020年6月～2023年6月)
- 18代：都司尚 (2023年6月～2024年6月)
- 19代：若井敬 (2024年6月～　)

## 近鉄グループ
近鉄グループ（きんてつグループ）は、持株会社である近鉄グループホールディングス（近鉄GHD）を中核に、鉄道事業子会社の近畿日本鉄道（近鉄）を事業の中心とした日本の企業グループである。
それぞれの業界において大手といえる企業も多い一方、2000年代以降は経営再建・グループの改革、事業の沿線回帰や、関連の強い事業への絞り込みによって、撤退や解散、グループから離脱または資本関係を薄める企業・事業も増加したが、2020年代に入り近鉄エクスプレスを近鉄GHDが完全子会社化するなど状況は変化している。
2024年3月末現在のグループ会社数は255社で、うち近鉄GHDの連結子会社は196社、持分法適用関連会社が11社、非連結子会社が40社、持分法非適用関連会社が7社となっている。
なお、下記のうち◎印は近鉄GHDが「主要会社」と位置づけている企業である。
★印の企業は三重交通グループホールディングスの傘下であるため、三交グループにも属している（三交グループ自体も近鉄グループの一員である）。
会社形態は公益財団法人を除き、全て株式会社である。

### 純粋持株会社
- 近鉄グループホールディングス

### 運輸部門

#### 鉄道事業
- 近畿日本鉄道◎
- 奈良生駒高速鉄道（奈良県生駒市）
  - 近鉄けいはんな線・生駒 - 学研奈良登美ヶ丘間の第三種鉄道事業者
- 伊賀鉄道（三重県伊賀市）
  - 旧伊賀線の第二種鉄道事業者
- 養老鉄道（岐阜県大垣市）
  - 旧養老線の第二種鉄道事業者
- 四日市あすなろう鉄道（三重県四日市市）
  - 旧近鉄内部線・八王子線の第二種鉄道事業者

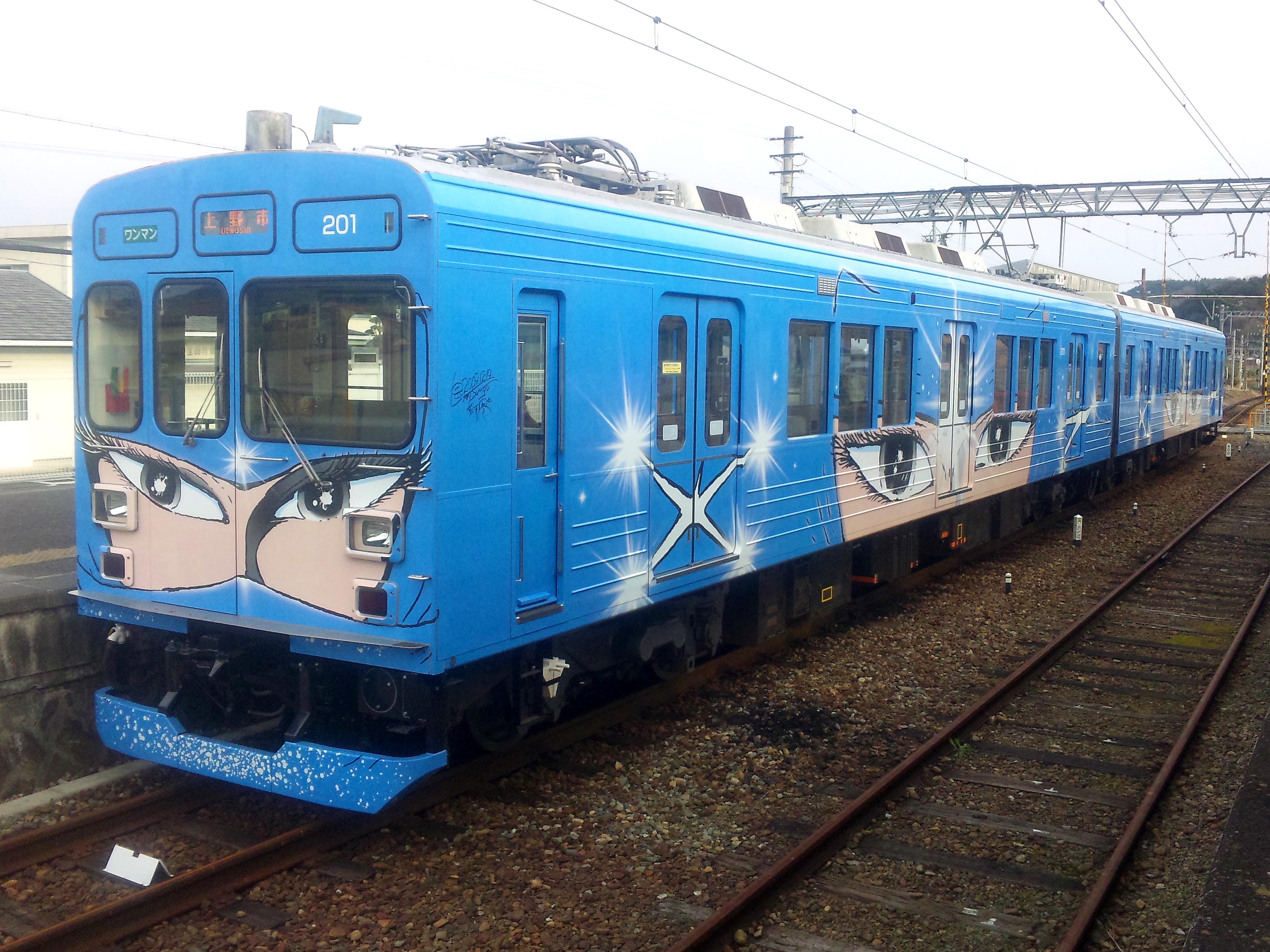
伊賀鉄道200系 （旧東急電鉄1000系）
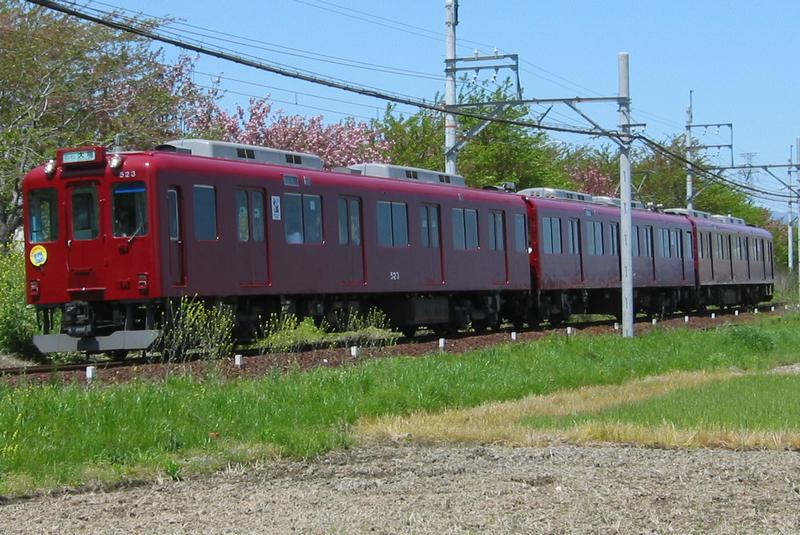
養老鉄道 （近畿日本鉄道620系）
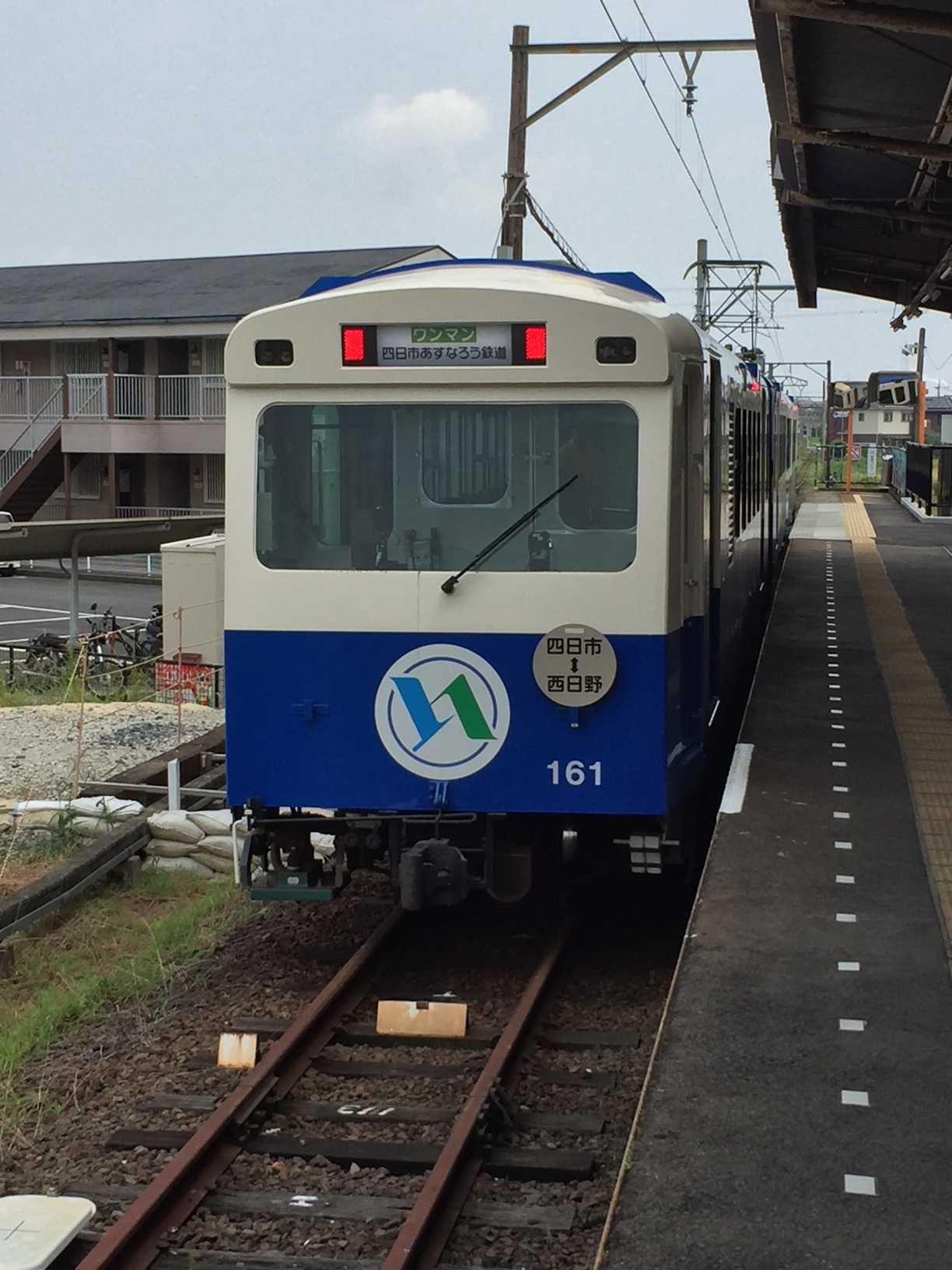
四日市あすなろう鉄道新260系

#### バス運送業
近畿、東海、北陸、中国地方と西日本の広範囲に事業拠点を有している。2024年10月現在、2つの持株会社傘下にまとめられている。
- 近鉄バスホールディングス（大阪市天王寺区）
  - 近鉄バス（大阪府東大阪市）
  - 奈良交通（奈良県奈良市）[注 1]
    - エヌシーバス（奈良県奈良市）

  - 奈良観光バス（奈良県奈良市）
  - 北日本観光自動車（石川県金沢市）
  - 防長交通（山口県周南市）[注 2]
    - 防長観光バス（山口県周南市）
- 三重交通グループホールディングス（三重県津市）★
  - 三重交通（三重県津市）★
  - 三交伊勢志摩交通（三重県伊勢市）★
  - 八風バス（三重県桑名市）★
  - 三重急行自動車（三重県松阪市）★
  - 名阪近鉄バス（名古屋市中村区）★

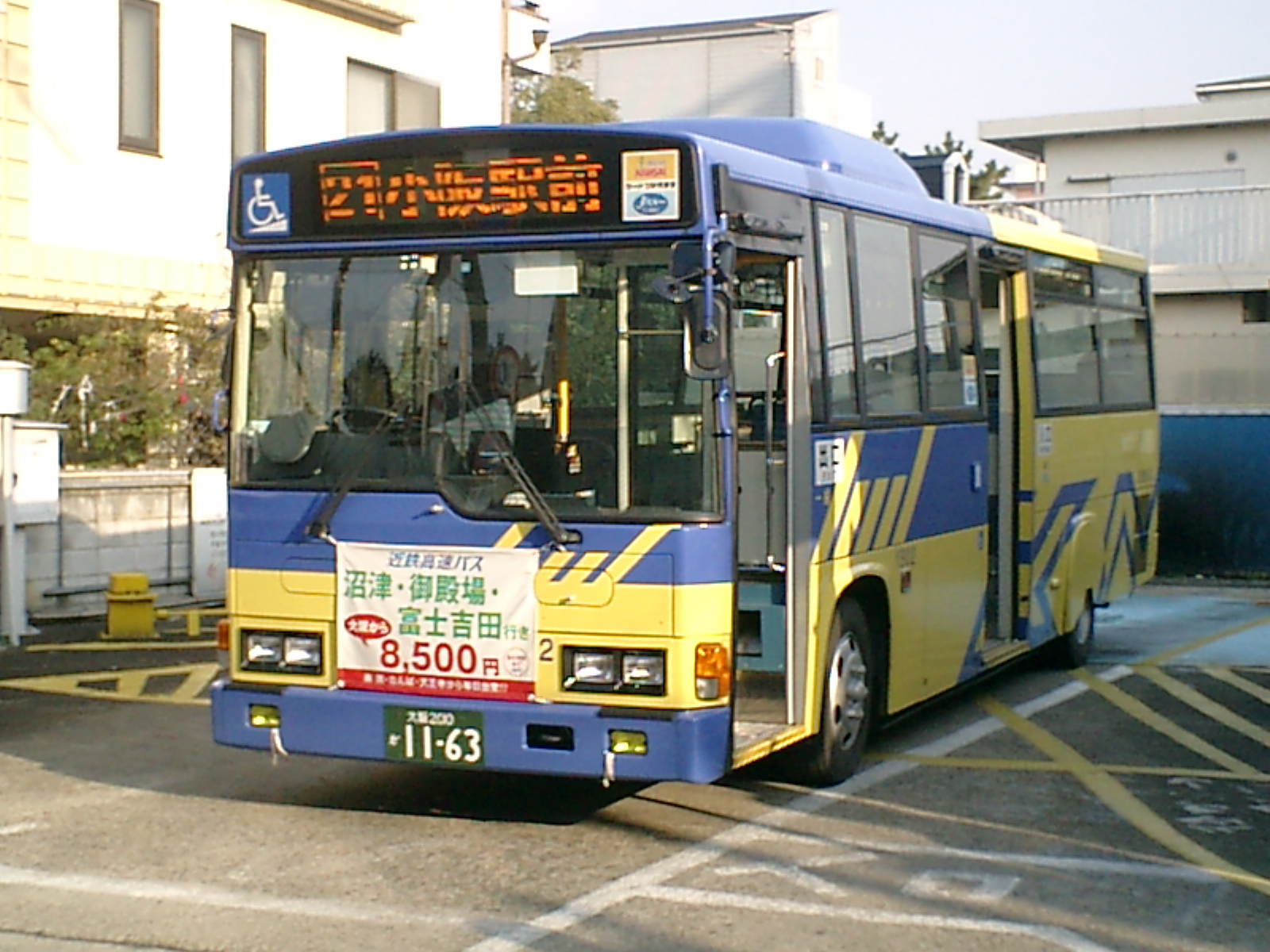
近鉄バス （徳庵バス停で撮影）
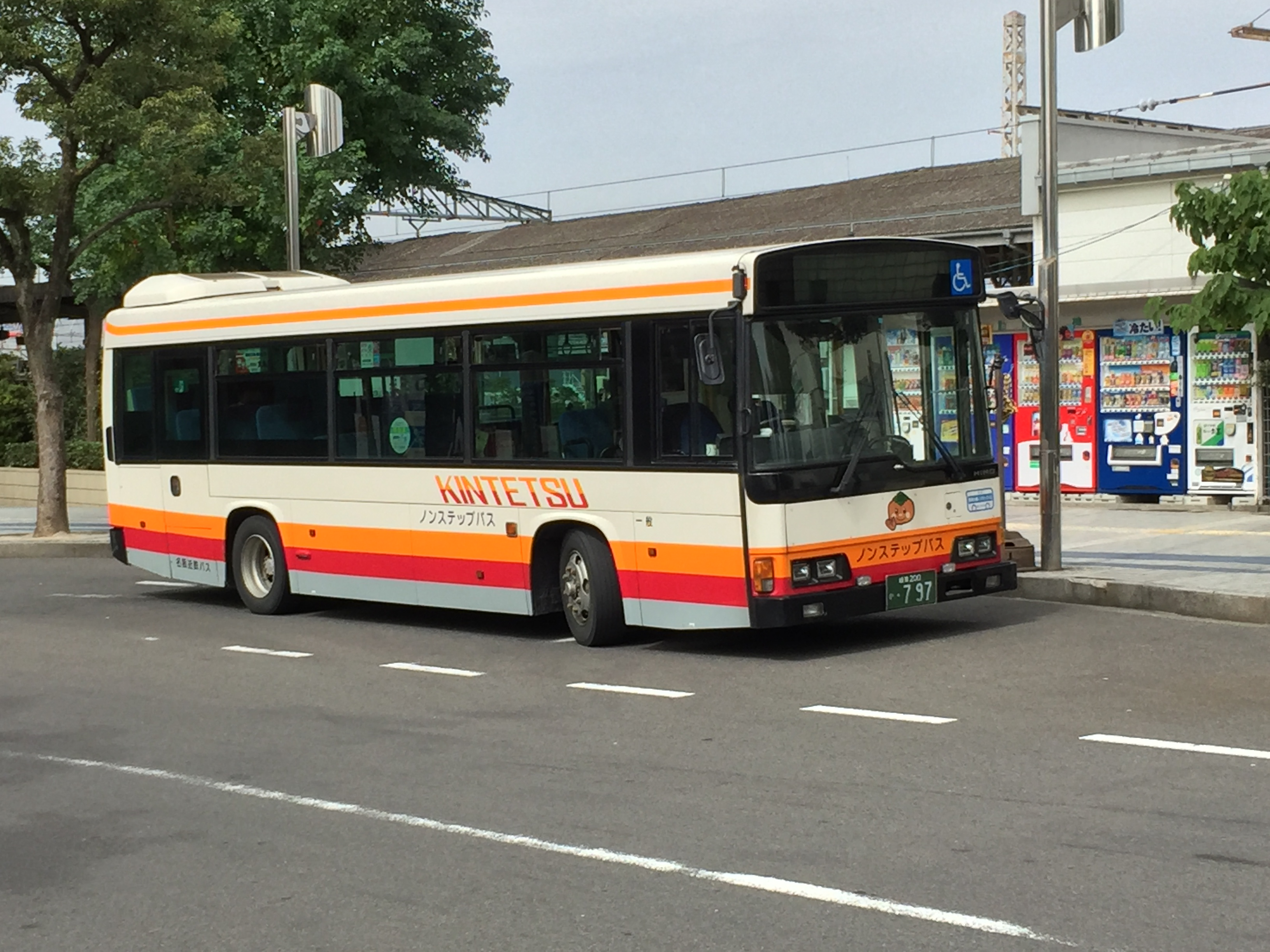
名阪近鉄バス （大垣駅前バスのりばで撮影）
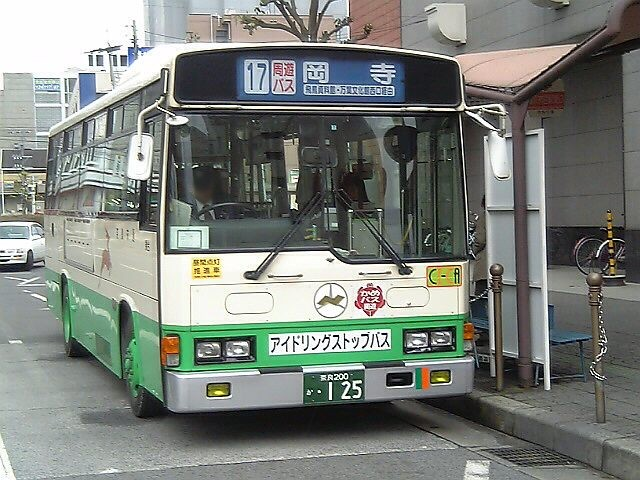
奈良交通 （橿原神宮駅東口バス停で撮影
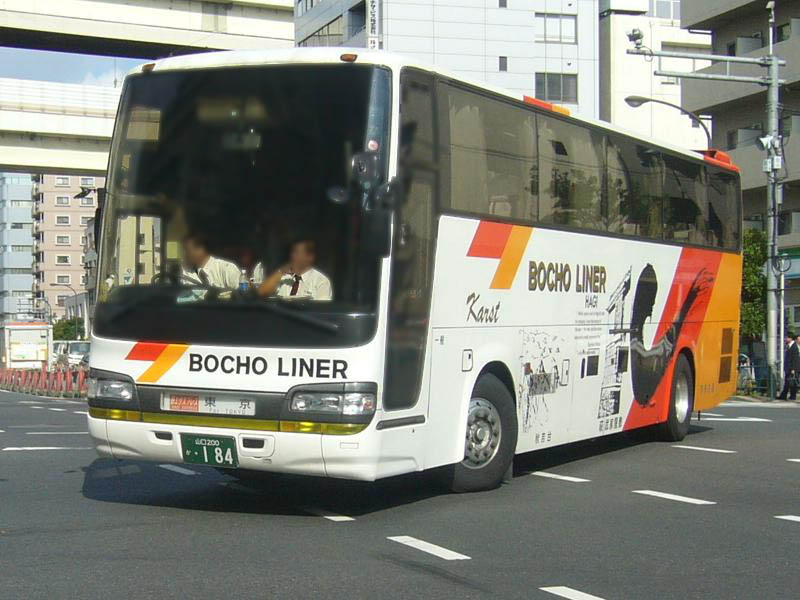
防長交通
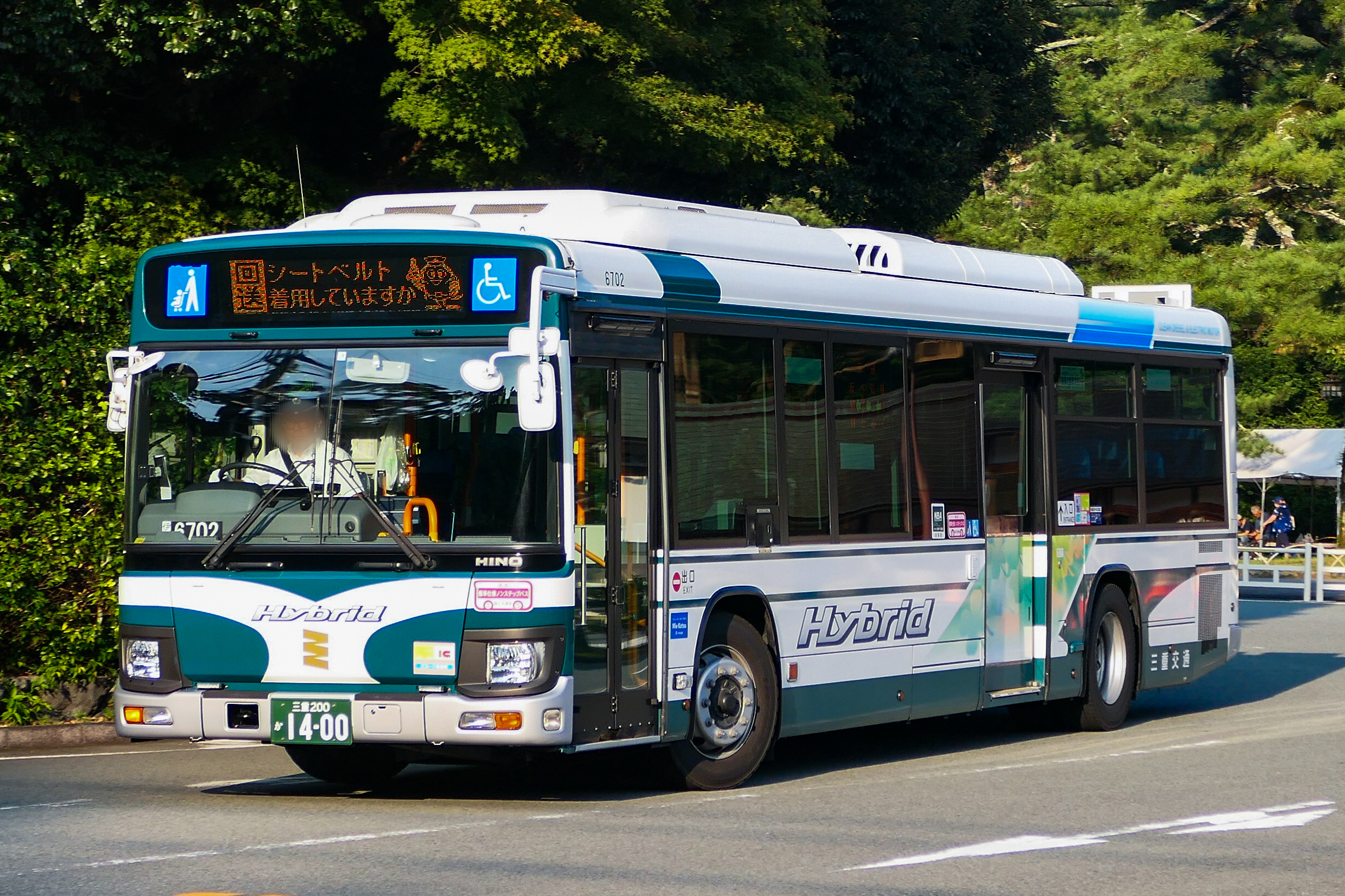
三重交通

#### タクシー業
- 近鉄タクシーホールディングス（大阪市天王寺区）
  - 近鉄タクシー（大阪市天王寺区）
  - 三重近鉄タクシー（三重県四日市市）
    - 亀山交通（三重県亀山市）

  - 名古屋近鉄タクシー（名古屋市中区）
    - 近鉄東美タクシー（岐阜県中津川市）

  - 岐阜近鉄タクシー（岐阜県大垣市）
  - 石川近鉄タクシー（石川県金沢市）
  - 愛媛近鉄タクシー（愛媛県松山市）
  - 北交大和タクシー（北九州市戸畑区）
- 奈良近鉄タクシー（奈良県奈良市）[注 1]
- 防長タクシーホールディングス（山口県周南市）[注 2]
  - 広島近鉄タクシー（広島市南区、観光バスも保有）
  - 周南近鉄タクシー（山口県周南市、観光バスも保有）
  - 萩近鉄タクシー（山口県萩市、観光バスも保有）
- 三交タクシー（三重県津市）★

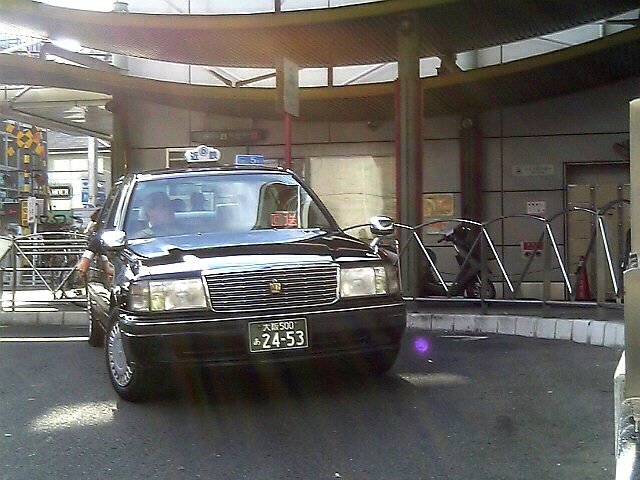
近鉄タクシー
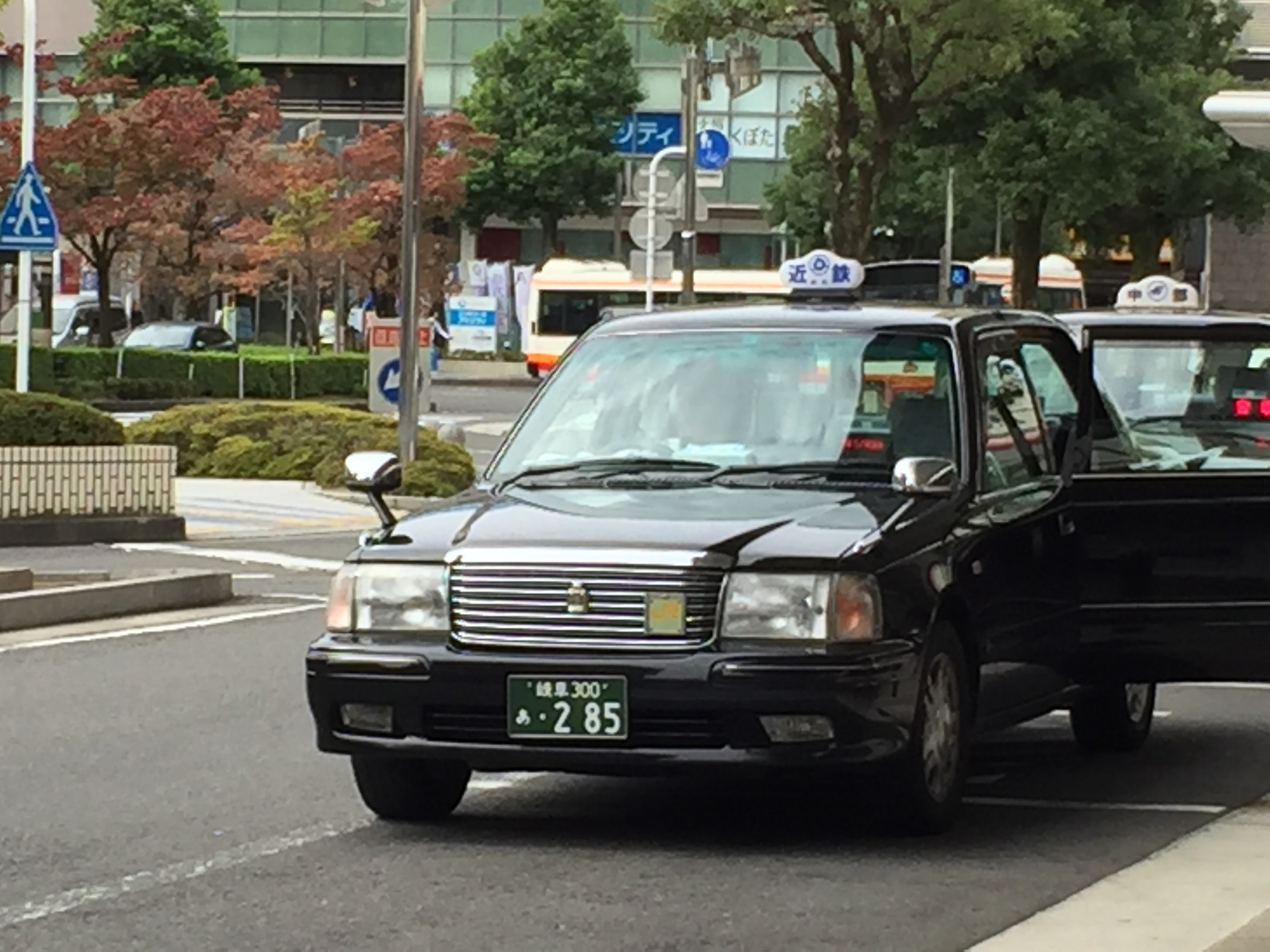
岐阜近鉄タクシー
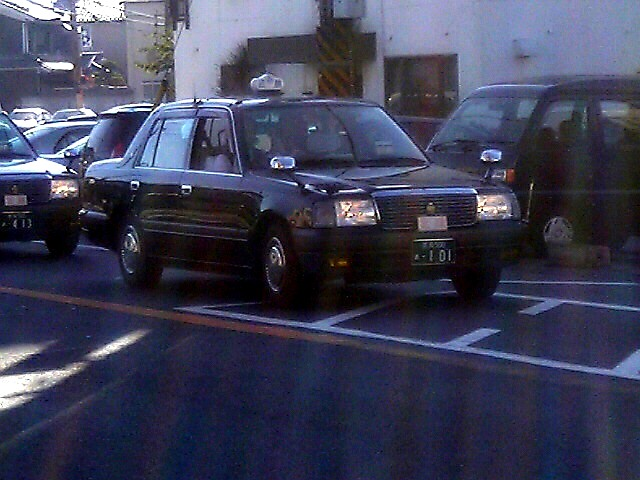
奈良近鉄タクシー

#### 百貨店商品配送業
- 近畿配送サービス（大阪府八尾市）
  - 近鉄百貨店完全子会社

#### 郵便輸送業
- 奈良郵便輸送（奈良県奈良市）[注 1]

#### 国際総合物流業
- 近鉄エクスプレス（東京都港区）◎
  - 近鉄ロジスティクス・システムズ（東京都品川区）

#### 海上運送業
- 志摩マリンレジャー（三重県鳥羽市）
- 国道九四フェリー（大分県大分市）

#### 索道事業・ドライブインの経営
- 別府ロープウェイ（大分県別府市）

#### 索道経営
- 御在所ロープウエイ（三重県三重郡菰野町）★

#### 有料道路の経営・ドライブインの経営
- 新若草山自動車道（奈良県奈良市）[注 1]
- 三重県観光開発（伊勢志摩スカイライン、三重県津市）★
- 三交興業（三重県亀山市）★

#### レンタカー業
- 近鉄レンタリース（大阪市天王寺区、旧・近畿ニッポンレンタカー。オリックスレンタカー提携[17]）

### レジャー・サービス部門

#### 旅行業
- KNT-CTホールディングス◎
  - 近畿日本ツーリストコーポレートビジネス（東京都千代田区）
  - 近畿日本ツーリスト（東京都新宿区）
  - 近畿日本ツーリスト沖縄（沖縄県那覇市）
  - クラブツーリズム（東京都新宿区）
  - 三喜トラベルサービス（東京都豊島区）
  - 近畿日本ツーリスト商事（東京都千代田区）
  - 防長トラベル（山口県周南市）[注 2]
  - 名阪近鉄旅行（名古屋市中村区）★
  - ユナイテッドツアーズ（東京都千代田区）

#### ホテル業
- 近鉄・都ホテルズ（大阪市天王寺区）◎
  - 都ホテルズ&リゾーツ
- 神戸北野ホテル（神戸市中央区、運営は他社に委託）
- 三交イン（名古屋市中村区）★

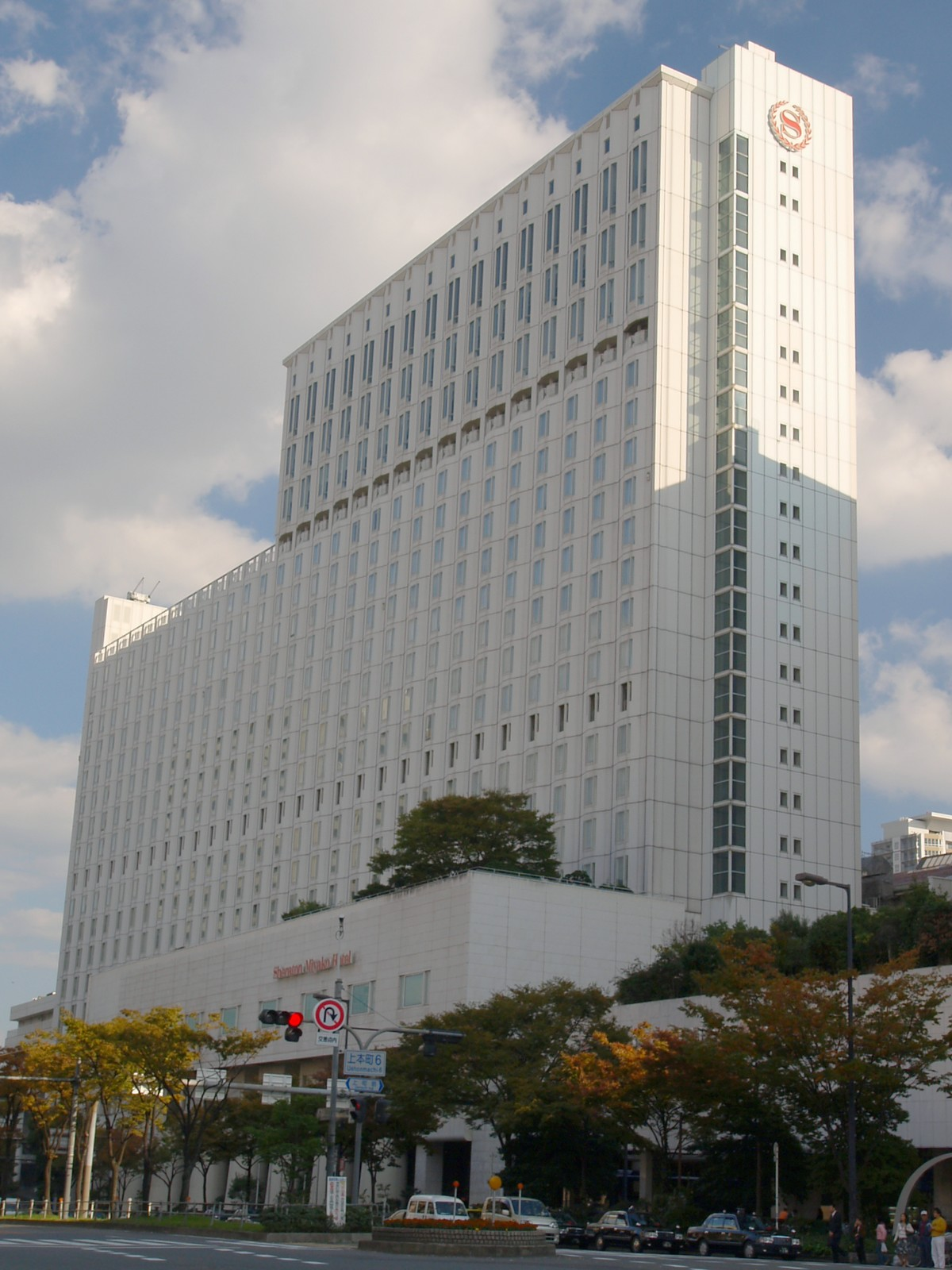
都ホテルズ&リゾーツ　シェラトン都ホテル大阪（大阪上本町駅）

#### ホテル・賃貸ビルの経営
- Kintetsu Enterprises Company of America（和名：アメリカ近鉄興業、アメリカ合衆国カリフォルニア州ロサンゼルス市）

#### 旅館業
- 箱根高原ホテル（神奈川県足柄下郡箱根町）
- 奥日光高原ホテル（栃木県日光市）
- 賢島宝生苑（三重県志摩市）
- 萩観光ホテル（山口県萩市）[注 2]
- 近鉄旅館システムズ（奈良市）
  - 奈良 万葉若草の宿 三笠（奈良市） - 近鉄・都ホテルズに加盟
  - 春日奥山 月日亭（奈良市）
  - 橿原観光ホテル（奈良県橿原市）
  - 青蓮寺レークホテル（三重県名張市）
- 鳥羽シーサイドホテル（三重県鳥羽市）★
- 金剛葛城観光開発（葛城高原ロッジ、奈良県御所市）
- 十津川観光開発（十津川温泉ホテル昴、奈良県吉野郡十津川村）[注 1]

#### 旅館業・不動産賃貸・遊園地の経営
- 近鉄レジャークリエイト（大阪市天王寺区）◎
  - 近鉄生駒レジャー（奈良県生駒市）
    - 生駒山上遊園地
    - 信貴生駒スカイライン

#### 映画館・ビル・娯楽施設の経営
- きんえい（大阪市阿倍野区）
  - あべのアポロ
  - あべのルシアス

#### 水族館・商業施設等の運営
- 海遊館[18]
  - 海遊館
  - 天保山ハーバービレッジ
  - NIFREL

#### ゴルフ場・ホテルの運営受託
- 近鉄ゴルフアンドリゾート（大阪市中央区）

#### ゴルフ場の運営受託
- 花吉野ゴルフ場（奈良県吉野郡大淀町）
- 伊賀桔梗ゴルフ場（三重県伊賀市）
- 賢島浜島ゴルフ場（三重県志摩市）

#### ゴルフ場の経営
- 飛鳥ゴルフ（奈良県奈良市）
- 三重カンツリークラブ（三重県三重郡菰野町）★
- 松阪カントリークラブ（三重県松阪市）★

#### テーマパークの経営・ホテル・温泉施設の経営受託
- 志摩スペイン村（三重県志摩市）

#### 飲食店の経営
- 近鉄レストラン（大阪市天王寺区）
- 奈良交通（奈良県奈良市）
- 三交興業（三重県亀山市）★

#### その他
- ミドリサービス（岐阜県大垣市）★

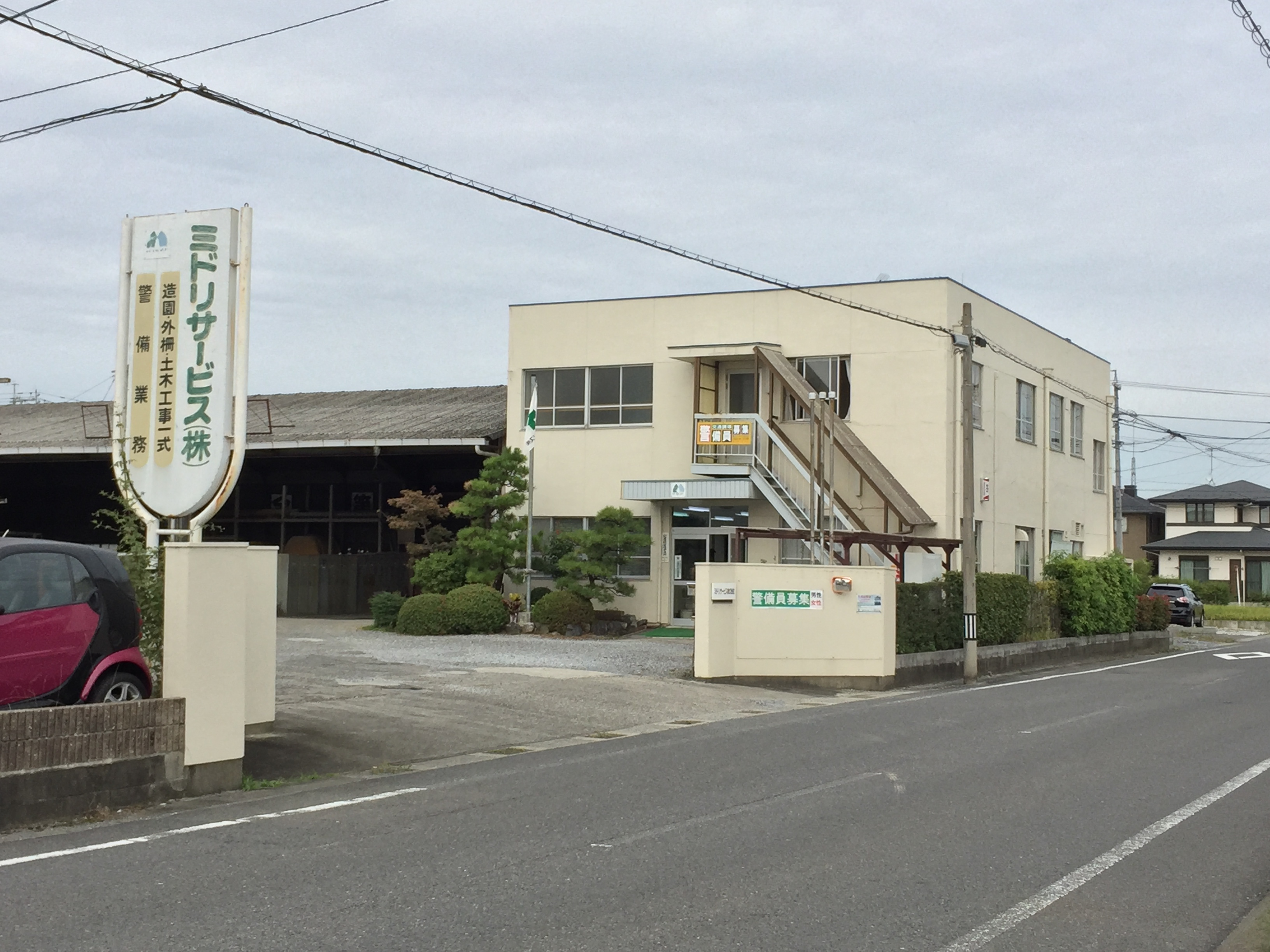
ミドリサービス

### 流通部門

#### 百貨店業
- 近鉄百貨店（大阪市阿倍野区）◎

#### ストア業・食堂業
- 近商ストア（大阪府松原市）
- 三交クリエイティブ・ライフ（ハンズ名古屋店の運営、名古屋市中村区）★
  - 三交シーエルツー（ハンズ名古屋松坂屋店・名古屋モゾ ワンダーシティ店・桑名店の運営、名古屋市中区）★

#### 小売事業の経営管理
- 近鉄リテールホールディングス（大阪市天王寺区）[19][注 3]◎

#### 売店・書店の経営・宣伝印刷業
- 奈交サービス（奈良県奈良市）[注 1]

#### サービスエリア・駅構内売店・及び飲食店の経営
- 近鉄リテーリング（大阪市天王寺区）

#### 水産物・食品販売業
- ジャパンフーズクリエイト（大阪市阿倍野区）

#### 商品取次斡旋業（友の会）
- 近鉄友の会（大阪市阿倍野区）

#### 売店営業受託業務
- 三重ハイウェイサービス（三重県津市）

#### 自動車ディーラー事業
- 三重いすゞ自動車（三重県津市）★
- シュテルン近鉄（大阪市城東区）[注 4]

#### 自動車整備事業
- 奈交自動車整備（奈良県奈良市）[注 1]
- 協和自動車整備工場（山口県防府市）[注 2]

#### 石油製品販売業
- 防長産業（山口県周南市）
- 三重交通商事（三重県津市）★

### 不動産部門

#### 不動産業
- 近鉄不動産（大阪市中央区）◎
- 奈良観光土地（奈良県奈良市）
- 三重交通グループホールディングス（三重県津市）★ ※重複掲載
  - 三交不動産（三重県津市）★
  - 三交不動産鑑定所（名古屋市中村区）★

### その他の事業部門

#### 鉄道車両製造販売
- 近畿車輛（大阪府東大阪市）[注 5]

#### 鉄道電気整備工事請負
- 近鉄電気エンジニアリング（大阪市天王寺区）

#### 鉄道車両の改造・修理・検査
- 近鉄車両エンジニアリング（大阪市天王寺区）

#### 土木・建築関係工事の請負
- 大日本土木（東京都新宿区）[注 6]
- 近鉄軌道エンジニアリング（大阪市天王寺区）

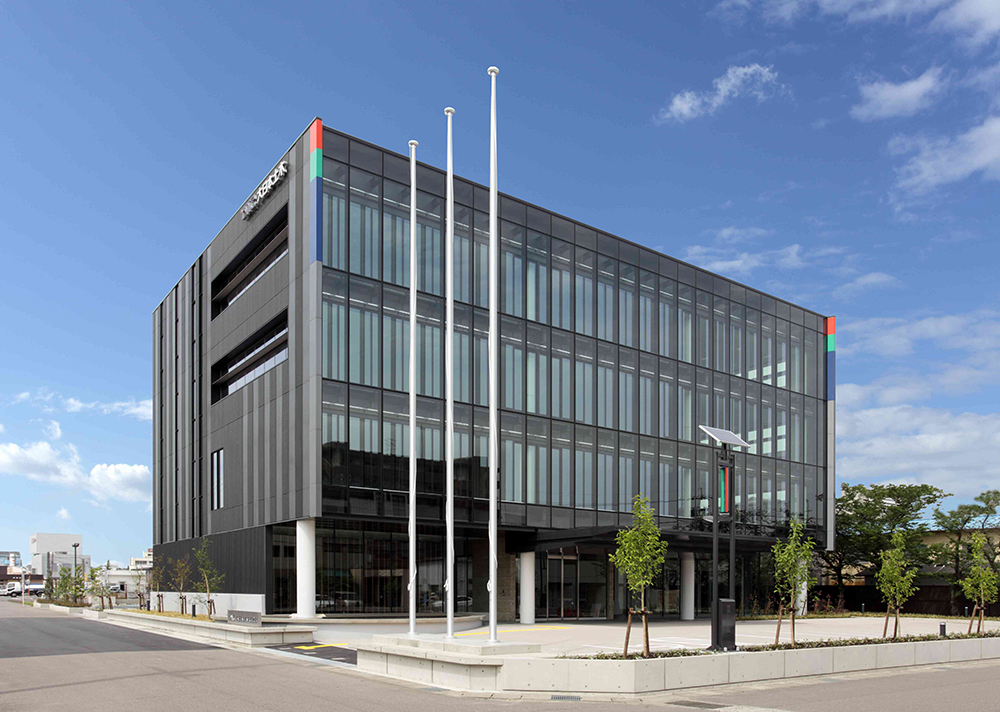
大日本土木（岐阜本店）

#### 土木・建築・設計測量・監理業
- 全日本コンサルタント（大阪市浪速区）

#### 造園・土木業、生花等販売業
- 近鉄造園土木（大阪市中央区）

#### 家具・什器製造・店舗装飾・設計監理
- 近創（大阪市阿倍野区）[注 7]

#### 製造業向け金属製品の製造・販売
- サカエ（大阪市城東区、2021年4月1日よりグループ入り）[20]

#### 情報通信システムの運営・開発
- 近鉄情報システム（大阪市天王寺区）

#### CATV事業・インターネット接続事業
- 近鉄ケーブルネットワーク（奈良県生駒市）
  - eo光テレビと業務提携
- こまどりケーブル（奈良県生駒市）
- KCN京都（京都府相楽郡精華町）
- テレビ岸和田（大阪府岸和田市）
- KCNなんたん（京都府南丹市）

#### 宣伝広告業
- アド近鉄（大阪市天王寺区）[注 8]

#### 介護サービス事業
- 近鉄スマイルライフ（奈良県奈良市、2018年6月22日に近鉄スマイルサプライから社名変更と同時に近鉄不動産の子会社に。）
- クラブツーリズム・ライフケアサービス（東京都杉並区）
- 三交ウェルフェア（三重県津市）★

#### 総合人材サービス業
- Kサポート（大阪市阿倍野区）
- 近鉄コスモス（東京都中央区）
- ツーリストエキスパーツ（東京都文京区）

##### 保険代理業
- 近鉄保険サービス（大阪市中央区）

#### 自動車運転教習所の運営
- 三交ドライビングスクール（三重県四日市市）★

#### ビル・マンション等各種施設の運営管理
- 近鉄ファシリティーズ（大阪市中央区）
- ミディ総合管理（大阪市中央区）
- 近鉄住宅管理（大阪市天王寺区）
- 三重交通コミュニティ（三重県津市）★
- ケイ・エス・サービス（大阪府松原市）

#### 食品・食堂などの衛生検査業
- くらし科学研究所（大阪市浪速区）

#### コーポレートベンチャーキャピタル
- 近鉄ベンチャーパートナーズ（大阪市天王寺区）

#### 財団法人
全て公益社団法人及び公益財団法人の認定等に関する法律（公益法人認定法）により公益性の認定を受けた公益財団法人である。
- 大和文華館（奈良市）
- 松伯美術館（奈良市）
- 大和文化財保存会（奈良市）

## 過去のグループ会社・事業
以下に、かつて（過去）のグループ会社、過去に資本関係があった企業、および事業を列挙する。

### 運輸・交通関連
- 南海電気鉄道（1947年に高野山電気鉄道に旧南海鉄道部分を譲渡し社名変更）
  - 近畿日本軍→グレートリング→近畿日本ホークス（現：福岡ソフトバンクホークス）[注 9]
- 井笠鉄道[注 10]
- 中国バス[注 11]
- 琴平参宮電鉄[注 12]
- 大分バス[注 13]
- 東京近鉄観光バス（現：東京バス）[注 14]
  - 東京近鉄旅行[注 15]
- 明光バス（和歌山県西牟婁郡白浜町）[注 16]
- 大阪近鉄観光バス[注 17]
- 京都近鉄観光バス[注 18]
- ニュー大阪観光自動車[注 19]
- 阪南近鉄タクシー[注 20]
- 京都近鉄タクシー[注 21]
- 山城近鉄タクシー[注 21]
- 和歌山近鉄タクシー[注 22]
- 岩国近鉄タクシー[注 23]
- 別府近鉄タクシー[注 24]
- 大分近鉄タクシー[注 25]
- 奈交宇陀タクシー[注 26]
- 吉野近鉄タクシー[注 26]
- 三洋汽船[注 27]
- 石崎汽船[注 28]
- 近鉄物流（現・近物レックス）[注 29]
- 伊吹山ドライブウェイ[注 30]
- 近鉄ステーションサービス[注 31]
- 伊勢湾フェリー[注 32]
- 日東航空[注 33]
- 福山通運[注 34]

### 自動車販売・整備
- 奈良近畿日産自動車（現・奈良日産自動車）[注 35]
- 日産サティオ奈良[注 36]
- 近鉄モータース[注 37]
  - 近鉄ニューコーベモータース（清算）
  - 広島近鉄モータース（清算）
- モトーレン千葉[注 38]
- 近鉄芝浦自動車整備[注 39]
- 三交車体工業[注 40]

### 建設・不動産関連
- 近畿工業（現：日本ファシリオ）[注 41]
- 近鉄不動産（旧）[注 42]
- 近鉄不動産住宅[注 43]
- 三交ホーム[注 44]
- 南鳥羽開発（清算）
- 南紀開発[注 45]
- 大分地所（清算）
- 天王寺ステーションビルディング[注 46]
- 丸物不動産（2012年清算）
- 南勢地域開発（三重県志摩市）[注 47]

### 流通
- ダイヤモンドファミリー[注 48]

- 近鉄百貨店別府店[注 49]
- 別府近鉄サンライズストア[注 50]
- 近鉄百貨店東京店[注 51]
- 中部近鉄百貨店[注 52]
  - 近鉄東海ストア[注 53]
  - 草津近鉄百貨店[注 54]
- 和歌山近鉄百貨店[注 55]
- 京都近鉄百貨店（旧・丸物）
  - 近鉄百貨店京都店（プラッツ近鉄）[注 56]
  - 京都近鉄百貨店岐阜店（岐阜近鉄百貨店）[注 57]
  - 東京丸物[注 58]
  - 豊橋丸物[注 59]
  - 八幡丸物[注 60]
- ビッグウィル[注 61]
- シェトワ[注 62]
- ボナビ[注 63]
- ジャパン・シーフーズ（旧ビスタフーズ）[注 64]
- 三交百貨店（三重県松阪市、清算）[注 65]
- エーエム・ピーエム・近鉄[注 66]
- 近鉄ホームセンター[注 67]
- 近鉄松下友の会[注 68]
- 近鉄松下百貨店（山口県周南市）[注 69]
- 奈良イエローハット（奈良県奈良市）‐ イエローハット、京都イエローハットに事業譲渡。

### レジャー・ホテル
- 近鉄興業（近鉄あやめ池遊園地、近鉄玉手山遊園地、近鉄劇場）
- 近鉄観光[注 70]
- 桃山城（伏見桃山城キャッスルランド）
- OSK日本歌劇団[注 71]
- 近鉄野球（近鉄バファローズ）
- 大阪バファローズ（大阪近鉄バファローズ）[注 72]
- 池の浦観光開発[注 73]
- 伊勢志摩国立公園開発（志摩カントリークラブ）[注 74]
- 多度軽井沢開発[注 75]

- 名古屋都ホテル（名古屋市中村区名駅）
- 長良川ホテル（岐阜市）
- 三田都ホテル（東京都港区三田、旧都イン・東京）
- 天王寺都ホテル旧館（大阪市天王寺区）
- けいはんなプラザホテル[注 76]
- ホテルサンフラワー京都[注 77]
- ホテルサンフラワー札幌[注 78]
- 三笠温泉土地[注 79]
- 吉野熊野観光開発[注 80]
- ビンタン・ラグーン・リゾート[注 81]
- 湯田温泉（ホテル松政、山口県山口市）[注 82]
- 奈良ホテル（奈良市）[注 83][21]
- 近畿日本ツーリスト個人旅行
- 近畿日本ツーリスト個人旅行販売（千代田区）[注 84]
- 近畿日本ツーリスト地域子会社
  - 近畿日本ツーリスト北海道（札幌市中央区）
  - 近畿日本ツーリスト東北（仙台市青葉区）
  - 近畿日本ツーリスト関東（東京都新宿区）
  - 近畿日本ツーリスト中部（名古屋市中村区）
  - 近畿日本ツーリスト関西（大阪市浪速区）
  - 近畿日本ツーリスト中国四国（広島市中区）
  - 近畿日本ツーリスト九州（福岡市博多区）
  - 近畿日本ツーリスト神奈川（横浜市西区）

### サービス業
- 名張近鉄ガス[注 85]
- 大広[注 86]
- メディアート（旧社名:斉美社）[注 87]

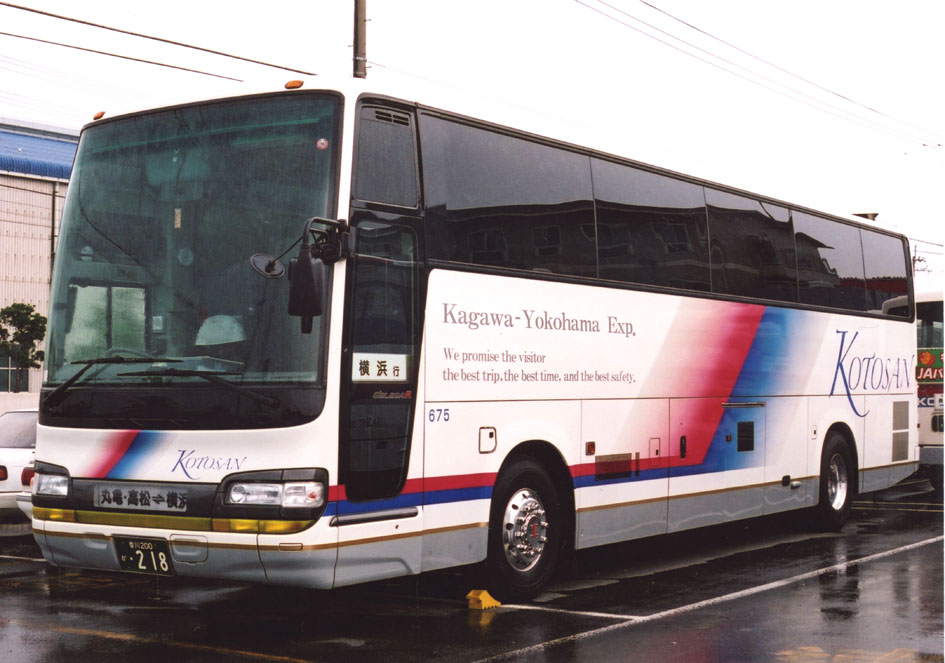
琴平参宮電鉄「さぬきエクスプレス横浜号」
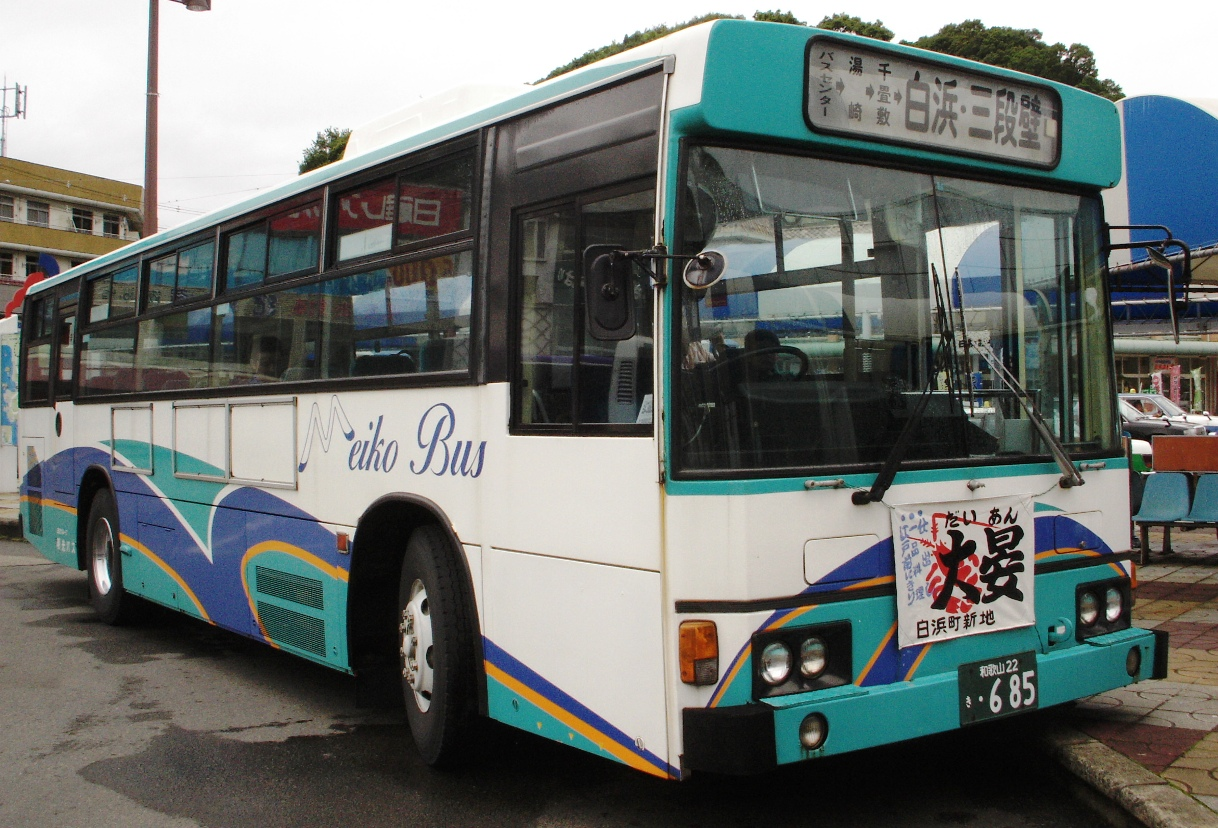
明光バス
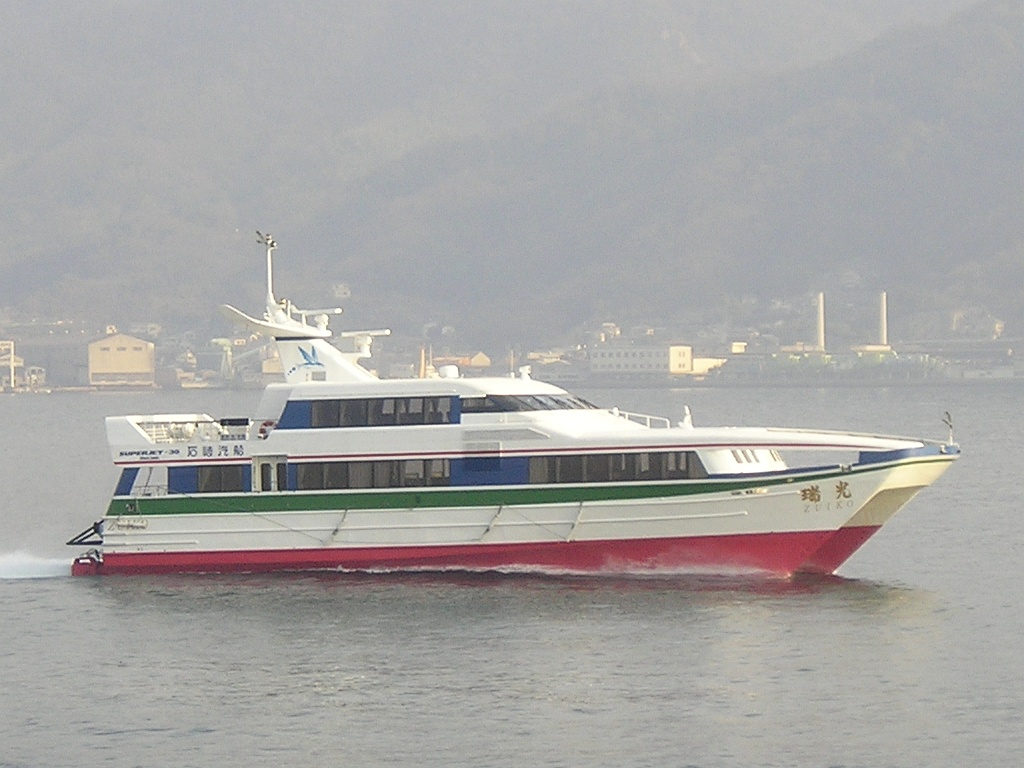
石崎汽船高速船「瑞光」（呉港にて）
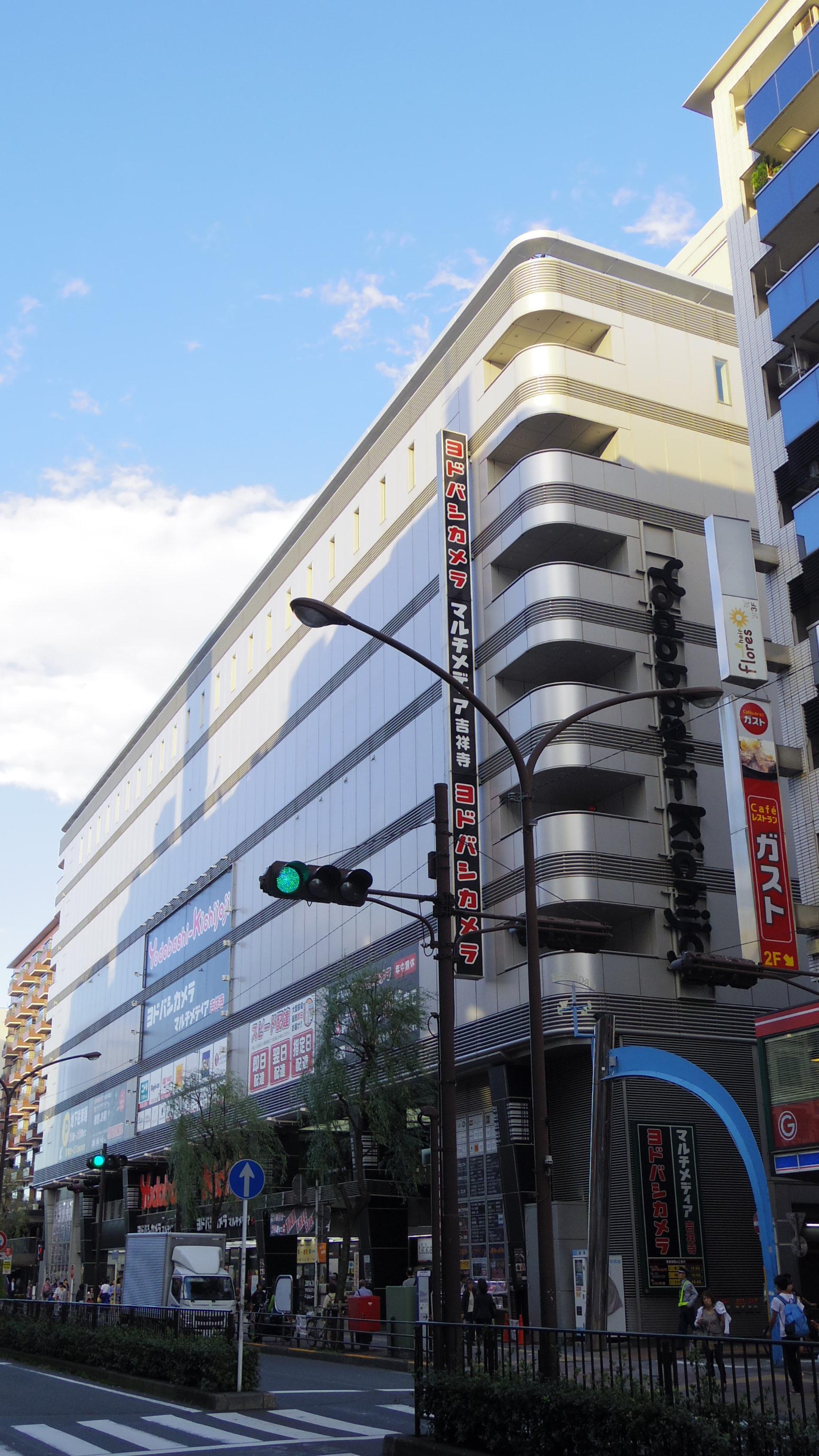
ヨドバシ吉祥寺（旧近鉄百貨店東京店、当時とは内外装とも大幅改装）
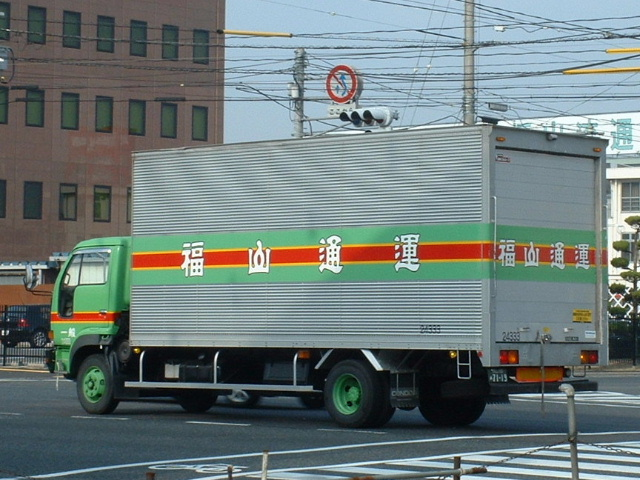
福山通運のトラック
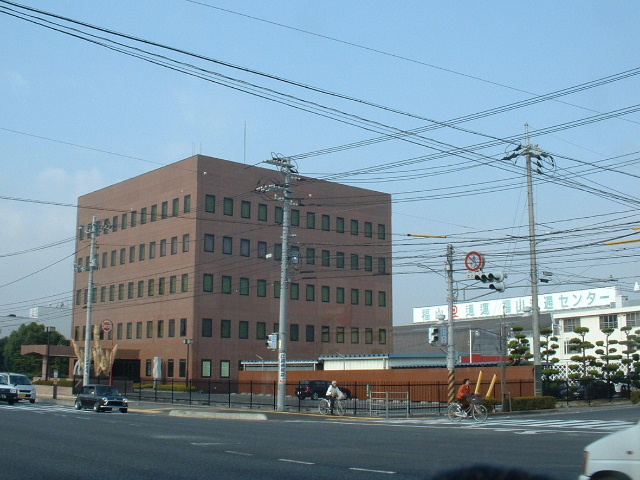
福山通運本社

## 不祥事・事件

### 採用担当者による就活中の女子学生への不適切行為
2021年2月、近鉄グループホールディングスの採用担当者が就職活動中の女子学生に肉体関係を迫るなど不適切な行為を働いていた疑いがあることが、「週刊文春」の取材で発覚し問題となった。近鉄は採用担当者に厳重な処分を行うとしている。

## グループ外関連企業
- 三菱グループ - 近鉄グループとの関係が深く、メインバンクは三菱UFJ銀行（旧三菱銀行時代から引き続き）であり、車両の電気機器には三菱電機の製品を使用しているほか、駅や近鉄グループの自販機もキリンビバレッジが多い。ただし、バスに関しては三菱ふそう製は少ない。
- 日野自動車 - 近鉄グループとの関係が深く、近鉄バスをはじめバス事業での採用が多い（貨物輸送でも近鉄物流が採用していた）。
- 朝日放送グループホールディングス（ABC） - 近鉄バスが同社の大株主（近畿日本鉄道が設立に関与[注 88]）となっている。また、かつては同局をキー局とした『近鉄金曜劇場』をTBS系列で放送していた。
  - 名古屋テレビ放送（メ～テレ） - 東海3県のテレビ朝日系列局で日野自動車の親会社トヨタ自動車グループ。
  - テレビ朝日（EX） - 朝日放送のキー局。前身の日本教育テレビ（NET）時代は毎日放送のキー局で『真珠の小箱』を放送していた。
- 毎日放送（MBS） - 『真珠の小箱』の制作局だった。
  - CBCテレビ - 東海3県のTBS系列局で『真珠の小箱』を放送していた。
  - TBSテレビ - 毎日放送のキー局で『真珠の小箱』を放送していた。かつては朝日放送テレビのキー局だった（TBSラジオと朝日放送ラジオは現在もネットを継続）。
- 読売テレビ放送（ytv）・中京テレビ放送（CTV） - ともに日本テレビ放送網系列。両局とも近鉄グループとの関係は友好的。
- テレビ大阪（TVO） - テレビ東京系列。阪急・阪神・南海電鉄・京阪電鉄・日本経済新聞社とともに設立母体の1つ。
  - テレビ愛知（TVA） - テレビ東京系列。名鉄・中日新聞社とともに設立母体の1つ。リモコンキーID「10」の地上波放送局は上記ytvとTVAしかなく、奇しくも両局とも近鉄グループとの関係が友好。
- 三重テレビ放送（MTV） - 三重県域の独立局。近鉄グループとの関係が深い。
- 奈良テレビ放送（TVN） - 奈良県域の独立局。近鉄グループとの関係が深い。
- オリオンビール - 2024年に近鉄グループHDが10％の株式を取得。

関西・中京地区は上記各局に加えて関西テレビ放送（カンテレ。阪急阪神東宝グループ）・東海テレビ放送・サンテレビジョン・京都放送（KBS京都）・岐阜放送（ぎふチャン）でもスポットCMを放送している。
関東地区はTBSテレビとテレビ朝日にて伊勢志摩や奈良大和路への観光PRのスポットCMを放送。